# Tunne
"Kung" Tunne av Svitjod var en träl, upprorsledare och slutligen hövding av Svitjod. 
Kung Egil "Tunnadolg" av Skilfingaätten son till Ane den gamle, var ingen härman utan styrde i fred. Han hade en träl vid namn Tunne som varit hans fars skattväktare, men när Egil kom till makten fick Tunne återgå till de andra trälarna. 
Innan dess hade Tunne stulit en del av kung Anes lösöre och grävt ner det. Nu flydde han tillsammans med flera andra trälar, grävde upp skatten och delade den bland sina män. De gjorde honom till sin hövding och han samlade allsköns dåligt folk omkring sig. De rånade, plundrade och dräpte och allt bytet delade de mellan sig. Egil tog upp kampen mot Tunne. Det blev en bitter strid och kung Egil blev tvungen att fly. Egil samlade en här och gick mot Tunne. Det blev åtta hårda strider och kung Egil förlorade dem alla.
Efter detta flydde Egil landet till kung Frode den starke på Själland. Han lovade betala skatt till Frode om han hjälpte honom att bli av med Tunne. Egil återvände med en stor här av kung Frodes män och envigskämpar. Det blev ett stort slag där Tunne stupade.